# Klejnehjul
Klejnespore også kaldet Klejnehjul er et håndtag med et hjul for enden. Det bruges til at lave den bølgede kant på klejner.